# Pachyplectron
Die Gattung Pachyplectron aus der Familie der Orchideen besteht aus drei Arten. Sie kommen nur auf Neukaledonien vor.

## Beschreibung
Die Pachyplectron-Arten sind krautige, terrestrisch wachsende Pflanzen. Die Wurzeln sind fleischig, glatt oder behaart. Sie stehen büschelweise zusammen, nicht einzeln verteilt entlang eines Rhizoms. Die ein bis drei grundständigen Laubblätter sind lang gestielt. Die Blattspreite ist pfeilförmig bis elliptisch geformt. Die Blattfarbe ist rötlich braun, braun oder grün. Bei Pachyplectron aphyllum, einer mykoheterotrophen Art, fehlen die Blätter.
Der endständige Blütenstand ist unverzweigt. Blütenstandsachse, Tragblätter, Fruchtknoten und die Außenseiten der Sepalen sind je nach Art behaart oder unbehaart. Am Blütenstandsstiel stehen einige Hochblätter; die Tragblätter der Blüten sind etwa so lang wie Blütenstiel und Fruchtknoten zusammen. Die Blüten sind resupiniert, sie öffnen sich nicht weit. Das nach oben weisende Sepal ist konkav oder leicht haubenförmig. Die seitlichen Sepalen sind länglich-elliptisch, etwas asymmetrisch, die am Fruchtknoten herablaufende Basis umfasst den Sporn der Lippe. Die seitlichen inneren Blütenblätter (Petalen) sind schmaler und haften mit dem Rand am oberen Sepal. Die Lippe besitzt an der Basis einen zylindrischen Sporn, der parallel zum Fruchtknoten liegt. Die Spreite der Lippe ist ungeteilt, konkav, sie endet vorne abgeschnitten. Die Säule ist lang und keulenförmig. Die Narbe besteht aus einer zusammenhängenden, herzförmigen bis dreieckigen Fläche. Das Staubblatt ist im Umriss oval bis nierenförmig, es enthält zwei Pollinien, die längs tief zweigeteilt sind. Die Konsistenz der Pollinien ist weich und mehlig, sie sind mit einer kleinen, rundlichen Klebscheibe (Viscidium) verbunden. Es werden Kapselfrüchte gebildet.

## Verbreitung
Pachyplectron ist mit drei Arten auf Neukaledonien verbreitet. Die Arten wachsen im Schatten immergrüner Regenwälder, in lichten Wäldern und Gebüschen, in Höhenlagen von 100 bis 1200 Metern.

## Botanische Geschichte und Systematik
Pachyplectron wurde 1906 von Rudolf Schlechter mit der Typusart Pachyplectron arifolium beschrieben. Der Name leitet sich vom griechischen Wort pachys, „dick“ und plektron, „Sporn“ ab. Schlechter stellte für diese Gattung eine eigene Subtribus Pachyplectroninae auf, da er sie als verwandtschaftlich isoliert ansah. Dressler behielt diese Subtribus bei, platzierte sie in der Tribus Cranichideae und hielt eine Verwandtschaft mit den Spiranthinae und Manniella für möglich. Nach DNA-Untersuchungen ist Pachyplectron das Schwestertaxon zu allen übrigen Goodyerinae und kann in diese Subtribus einbezogen werden.
Folgende Arten werden zur Gattung Pachyplectron gezählt:
- Pachyplectron aphyllum T.Hashim.
- Pachyplectron arifolium Schltr.
- Pachyplectron neocaledonicum Schltr.